# Tajerouine
Tajerouine (arabe : تاجروين) est une ville du Nord-Ouest de la Tunisie rattachée au gouvernorat du Kef. Elle se situe à 35 kilomètres au sud du Kef, sur l'axe menant à Kasserine, au pied du Djebel Slata (1 103 mètres).
Bourg agricole, la ville est le chef-lieu d'une délégation et constitue une municipalité comptant 17 530 habitants en 2014. La population de la ville elle-même avoisine 7 200.

## Étymologie
Le nom berbère, tijerwin (ⵜⵉⵊⵔⵡⵉⵏ), est un substantif féminin au pluriel, son singulier étant tajrut (ⵜⴰⵊⵔⵓⵜ) et signifiant « grenouille »,.

## Histoire
L'histoire contemporaine de la ville débute en 1903, lorsqu'un petit village se constitue avec l'établissement de magasins et de services étatiques, notamment de soins et d'éducation, sous l'impulsion des autorités du protectorat français. Pour autant, l'histoire de la ville remonte à l'Antiquité, de nombreuses ruines romaines en témoignant.

## Économie
En plus d'être un centre agricole important, la ville abrite une importante faïencerie, tirant parti d'une argile de bonne qualité, et la cimenterie d'Oum El Khélil. Un projet d'usine d'embouteillage d'eau minérale valoriserait la présence de sources nombreuses dans cet espace montagnard de la dorsale tunisienne.
Tajerouine abrite d'importants haras et organise chaque année un festival d'équitation.
Avec Kalaat Senan, elle constitue une base d'excursion pour visiter la principale curiosité de la région, la Table de Jugurtha, un plateau de 80 hectares et de 200 mètres de long dont les parois sont à pic, qui aurait permis aux armées du chef numide Jugurtha de se retrancher face aux armées romaines à la fin du Ier siècle.

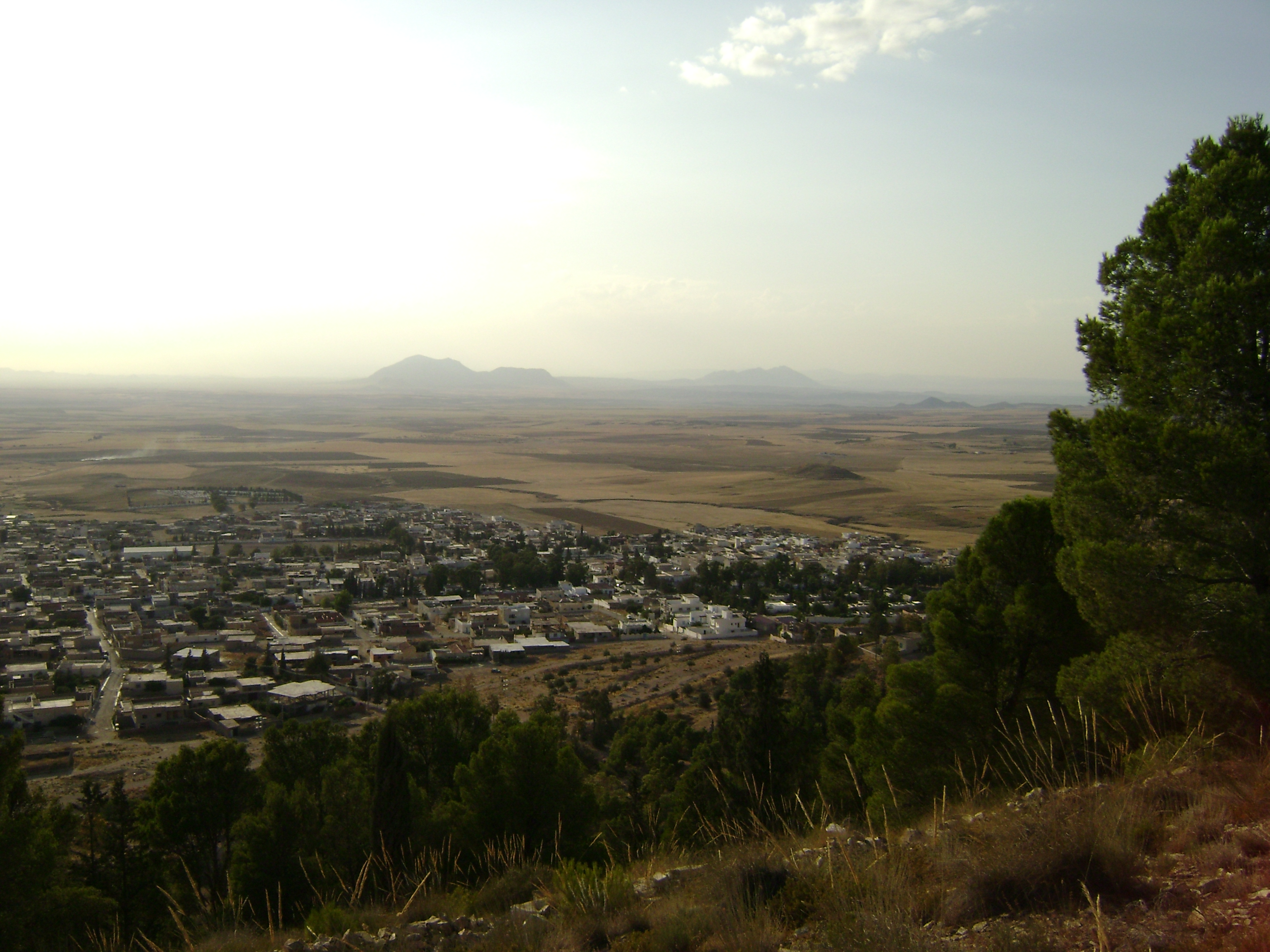
Vue sur les quartiers du nord de la ville.
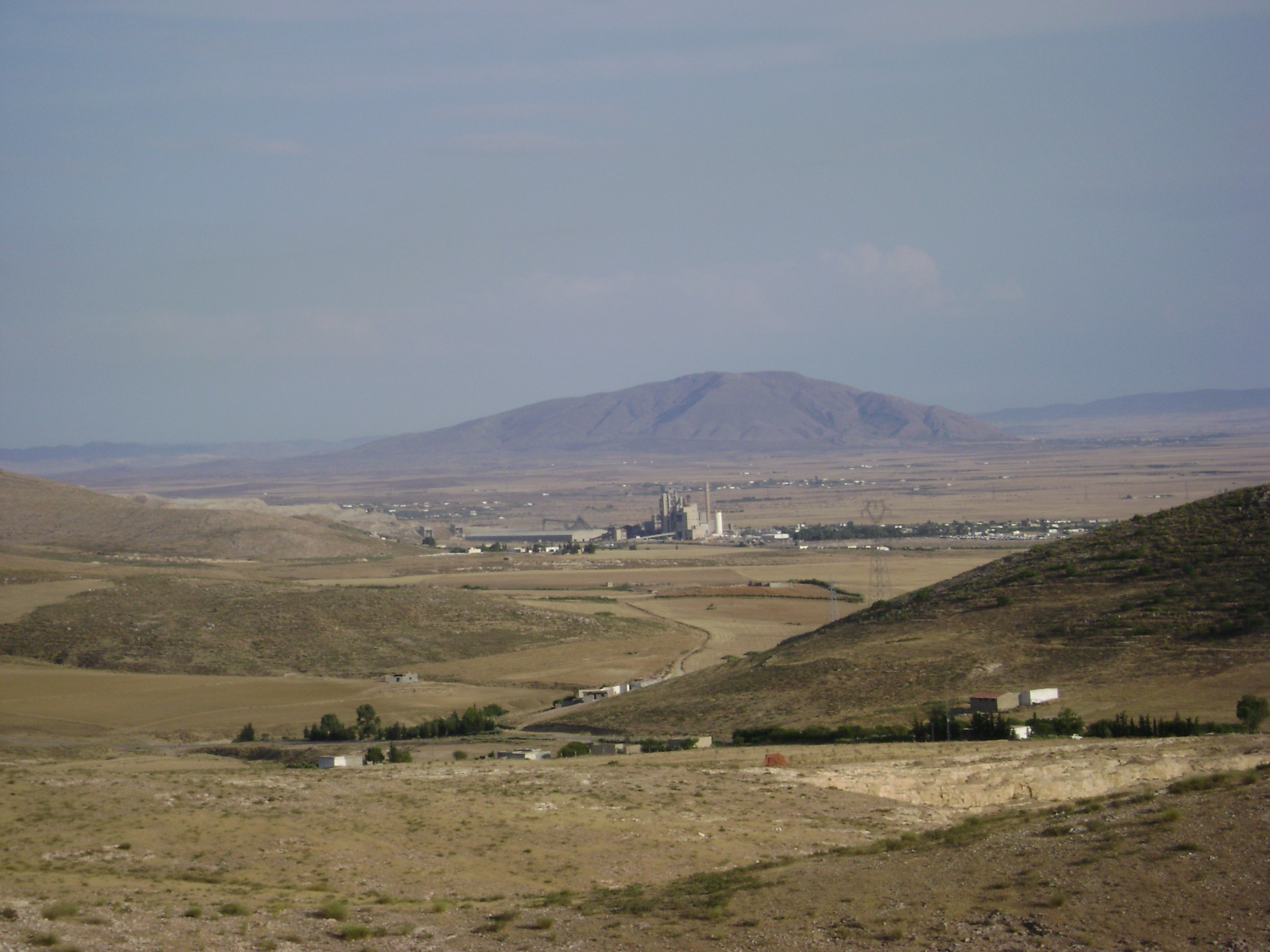
Aperçu de la cimenterie d'Oum El Khélil.

## Personnalités
- Hassanine Sebei, athlète spécialiste de la marche